# Gallipienzo
Gallipienzo (o Galipentzu in basco) è un comune spagnolo di 153 abitanti situato nella comunità autonoma della Navarra.